# Head Off
Head Off es el séptimo y penúltimo álbum de la banda sueca de rock The Hellacopters.  Fue lanzado en el año 2008 con las compañías discográficas Wild Kingdom, Backstage Alliance, Toy's Factory y Shock Records. Se trata de un disco entero de versiones de otros grupos, excepto la versión japonesa de Toy's Factory, que incluye una canción original de la banda, "The Same Lame Story".

## Edición especial
En la edición especial, el álbum está en un formato dual. A primera vista un CD normal, por un lado se encuentran las 12 pistas del álbum que se puede escuchar en un reproductor de CD, mientras que por el otro lado se encuentra una pista exclusiva a este formato, la canción "Straight Until Morning", original de Powder Monkeys, en formato vinilo.

## Lista de canciones
| N.º     | Título                          | Escritor(es)    | Duración |  |
| 1.      | «Electrocute»                   | Demons          | 2:43     |  |
| 2.      | «Midnight Angels»               | The Peepshows   | 2:48     |  |
| 3.      | «I'm Watching You»              | The Humpers     | 2:13     |  |
| 4.      | «No Salvation»                  | The Turpentines | 3:56     |  |
| 5.      | «In the Sign of the Octopus»    | The Robots      | 3:05     |  |
| 6.      | «Veronica Lake»                 | New Bomb Turks  | 2:41     |  |
| 7.      | «Another Turn»                  | The Maharajas   | 1:59     |  |
| 8.      | «I Just Don't Know About Girls» | Asteroid B-612  | 3:28     |  |
| 9.      | «Rescue»                        | Dead Moon       | 3:51     |  |
| 10.     | «Making Up For Lost Time»       | The Bellrays    | 2:33     |  |
| 11.     | «Throttle Bottom»               | Gaza Strippers  | 2:39     |  |
| 12.     | «Darling Darling»               | The Royal Cream | 3:58     |  |
| 36 mins |                                 |                 |          |  |

| Bonus Track |                          |                |          |  |
| N.º         | Título                   | Escritor(es)   | Duración |  |
| 13.         | «Straight Until Morning» | Powder Monkeys | 3:53     |  |

| Bonus Track en la edición de Toy's Factory |                       |                  |          |  |
| N.º                                        | Título                | Escritor(es)     | Duración |  |
| 13.                                        | «The Same Lame Story» | The Hellacopters | 2:11     |  |

## Músicos
- Nicke Andersson: Voz, guitarra, percusión
- Robert Dahlqvist: Guitarra, coros
- Robert Eriksson: Batería, coros
- Kenny Håkansson: Bajo
- Anders "Boba" Lindström: Teclado
- Chips Kiesby: Coros
- Stefan Boman: Piano en "Another Turn"

## Créditos
- Producido por Chips Kiesby
- Grabado en Music A Matic Studios (Gotemburgo), Park Studio (Estocolmo) y Planet of Noise Mobile Recording Unit
- Mezclado por Stefan Boman
- Fotografía: Erik Undéhn
- Posproducción: Kristian Ekeblom